# Срђан Николић
Срђан Николић (Београд, 2. новембра 1997) српски је фудбалер, који тренуно наступа за Металац из Горњег Милановца.